# Казимир Козиця
Казимир Козиця (пол. Kazimierz Kozica; 1965—2019) — польський історик картографії, експерт по картах, доктор географічних наук, викладач, музейний діяч. Президент Асоціації друзів Королівського замку.

## Музейна діяльність
Він був автором багатьох публікацій з історії картографії, зокрема, співавтором каталогів історико-картографічних виставок із колекції Томаша Неводничанського: «Imago Poloniae» (Берлін, Варшава 2002, Краків, Вроцлав 2003, Дармштадт 2004), «Imago Lithuaniae» (Вільнюс 2002). Третьою великою виставкою із серії Imago мала стати виставка «Imago Ukrainae», присвячена давнім картам земель, які зараз є частиною сьогоднішньої України та іконографії вибраних міст колишнього східного кордону Речі Посполитої Польщі (близько 660 історичних карт). Виставка, запланована з 2004 року, не проводилася з організаційних причин.